# Bark Ranch
Bark Ranch è un census-designated place (CDP) degli Stati Uniti d'America, situato nello stato del Colorado, nella contea di Boulder. Secondo il censimento del 2020 gli abitanti di Bark Ranch ammontavano a 202.
Bark Ranch si trova nel Front Range delle Montagne Rocciose del Colorado.